# Дубно (Гродненская область)
Ду́бно (бел. Дубна) — агрогородок в Мостовском районе Гродненской области Белоруссии. Является центром Дубненского сельсовета.

## География
Агрогородок находится на правом берегу реки Неман. До Мостов по дороге 12,7 км. В 2,1 км к северу расположен о. п. «Дубно» и автобусные остановки.

## История

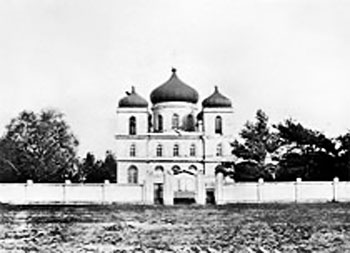
Церковь Святого Николая Чудотворца, 1915 год

Дубно известно с XVI века. В конце XVI века входило в состав Гродненского уезда Трокского воеводства Речи Посполитой.
В XIX веке — начале XX века село, центр волости Гродненского уезда. В 1833 году в Дубно было 100 домов, проживало 590 жителей. Здесь в 1857 году находилась волостная управа. В 1862 году здесь открыто народное училище, которое содержалось на средства крестьян. Одним из первых учителей в школе работал Фёдор Сакович, окончивший курс в Свислочской учительской гимназии. В 1876 году в селе существовала Церковь Святого Николая Чудотворца. В 1886 году в населённом пункте было 112 дворов, действовали волосное правление, народное училище (82 ученика, из них только 6 девочек), православная церковь, часовня.
С марта 1921 года в составе Польши, центр гмины Гродненского уезда Белостокского воеводства. В 1921 году в селе было 156 домов. Во времена Польши здесь действовали подпольные и комсомольские ячейки. С 1939 года в составе Белорусской ССР. С 12 октября 1940 года Дубно стало центром сельсовета. В Великую Отечественную войну с июня 1941 года до 14 июля 1944 года Дубно было оккупировано немецкими войсками. На фронте воевали 90 сельчан, из них 43 погибли. В 1948 году был организован колхоз «1-е Мая». В 1971 году в селе имелось 381 хозяйства. На 1 января 2001 года в Дубно 406 дворов, больница, аптека, средняя школа, детский сад, Дом культуры, клуб, филиал Мостовской детской школы искусств, библиотека, комплексный приёмный пункт бытового обслуживания, отделение связи и «Беларусбанка», 2 магазина, столовая.

## Инфраструктура

### Здравоохранение
В агрогородке расположена Дубненская участковая больница, Дубненская амбулатория врача общей практики, аптека.

### Образование
В Дубно находится ГУО «Дубненская средняя школа», ГУО «Дубненский дошкольный центр развития ребёнка».

### Культура
В агрогородке расположены «Дубненская сельская библиотека» и «Дубненский центр досуга и культуры».

### Другое
В Дубно имеется отделение почтовой связи, а также 2 магазина ("Родный Кут" и "Виват Павильон", последний является частным) и комплексо-приёмный пункт.

## Достопримечательности
- Церковь Святого Николая Чудотворца[бел.]. Построена в середине XIX века, включена в список историко-культурных ценностей Республики Беларусь[6].

## Население
Население по годам:
- 1833 год — 590 чел.
- 1886 год — 941 чел.▲
- 1905 год — 1578 чел.▲
- 1921 год — 791 чел.▼
- 1971 год — 1135 чел.▲
- 1997 год — 1058 чел.▼
- 2001 год — 993 чел.▼
- 2009 год — 878 чел.▼
- 2019 год — 862 чел.▼
- 2020 год — 835 чел.▼